# Giro dell'Emilia 1973
Il Giro dell'Emilia 1973, cinquantaseiesima edizione della corsa, si svolse il 4 ottobre 1973 su un percorso di 222 km. La vittoria fu appannaggio dell'italiano Franco Bitossi, che completò il percorso in 5h19'30", precedendo il connazionale Marcello Bergamo e lo spagnolo Miguel María Lasa.

## Ordine d'arrivo (Top 10)
| Pos. | Corridore         | Squadra            | Tempo    |
| ---- | ----------------- | ------------------ | -------- |
| 1    | Franco Bitossi    | Sammontana         | 5h19'30" |
| 2    | Marcello Bergamo  | Filotex            | s.t.     |
| 3    | Miguel María Lasa | KAS-Kaskol         | s.t.     |
| 4    | Domingo Perurena  | KAS-Kaskol         | s.t.     |
| 5    | Enrico Paolini    | Scic               | s.t.     |
| 6    | Gianni Motta      | Zonca              | s.t.     |
| 7    | Felice Gimondi    | Bianchi-Campagnolo | s.t.     |
| 8    | Alessio Antonini  | Jollj Ceramica     | s.t.     |
| 9    | Italo Zilioli     | Dreherforte        | s.t.     |
| 10   | Gösta Pettersson  | Scic               | s.t.     |